# The Buccaneers
The Buccaneers (en español: Las bucaneras) es una serie de televisión web dramática de época británica creada por Katherine Jakeways. Es una producción original de Apple TV+ que se basa en la novela homónima inconclusa de la novelista estadounidense Edith Wharton, publicada póstumamente en 1938. Se estrenó el 8 de noviembre de 2023 en Apple TV+.
La historia fue adaptada previamente como miniserie para la BBC Television en 1995.

## Sinopsis
La llegada de un grupo de mujeres estadounidenses a la sociedad londinense de la década de 1870 provoca un choque cultural, con dos enfoques diferentes de la tradición.

## Elenco

### Principal
- Kristine Froseth como Nan St. George[6]
- Alisha Boe como Conchita Closson[6]
- Matthew Broome como Guy Thwarte
- Josh Dylan como Lord Richard Marable[6]
- Barney Fishwick como Lord James Seadown[6]
- Aubri Ibrag como Lizzy Elmsworth[6]
- Guy Remmers como Theo, duque de Tintagel[6]
- Mia Threapleton como Honoria Marable[1]
- Josie Totah como Mabel Elmsworth[6]
- Imogen Waterhouse como Jinny St. George[6]
- Christina Hendricks como la Sra. St. George[1]
- Amelia Bullmore como la duquesa viuda de Tintagel
- Anthony Calf como Lord Brightlingsea
- Adam James como el coronel St. George
- Simone Kirby como Laura Testvalley
- Fenella Woolgar como Lady Brightlinsea

### Secundario
- Francesca Corney como Jean Hopeleigh

## Episodios
Consta de ocho capítulos: el 8 de noviembre se estrenaron los tres primeros,lo restantes episodios fueron difundidos semanalmente hasta finalizar la temporada.
| N.º en serie | N.º en temp. | Título                  | Dirigido por    | Escrito por                          | Fecha de emisión original |
| ------------ | ------------ | ----------------------- | --------------- | ------------------------------------ | ------------------------- |
| 1            | 1            | «American Poison»       | Susanna White   | Katherine Jakeways                   | 8 de noviembre de 2023    |
| 2            | 2            | «Women or Wives»        | Susanna White   | Katherine Jakeways                   | 8 de noviembre de 2023    |
| 3            | 3            | «The Perfect Duchess»   | Richard Senior  | Katherine Jakeways                   | 8 de noviembre de 2023    |
| 4            | 4            | «Homecoming»            | Richard Senior  | Catherine Shepherd                   | 15 de noviembre de 2023   |
| 5            | 5            | «Failed Betrayal»       | Richard Senior  | Roanne Bardsley y Emma Jane Unsworth | 22 de noviembre de 2023   |
| 6            | 6            | «It's Christmas»        | Charlotte Regan | Anna-Maria Ssemuyaba                 | 29 de noviembre de 2023   |
| 7            | 7            | «First Footing»         | Charlotte Regan | Roanne Bardsley                      | 6 de diciembre de 2023    |
| 8            | 8            | «Wedding of the Season» | Charlotte Regan | Katherine Jakeways                   | 13 de diciembre de 2023   |

## Producción
En junio de 2022 se anunció que Apple TV+ había encargado la serie a Forge Entertainment, con Katherine Jakeways como guionista principal y Susanna White como directora principal. Jakeways y White también serían las productoras ejecutivas de la serie junto con Beth Willis y George Faber de Forge.
La serie se inspira en la última novela inconclusa de Edith Wharton, reconocida por su observación de las clases altas y sus conflictos internos.
El elenco se incluyó en el anuncio del encargo de la serie: Kristine Froseth, Alisha Boe, Josie Totah, Aubri Ibrag, Imogen Waterhouse y Mia Threapleton interpretarían a las bucaneras titulares. En julio, se agregaron al elenco Christina Hendricks, Josh Dylan, Barney Fishwick, Guy Remmers y Matthew Broome. Simone Kirby se unió al elenco en octubre como chaperona de las jóvenes.
El rodaje comenzó en marzo de 2022 en Madrid y continuó en junio en Escocia; Glasgow se replicó como la ciudad de Nueva York de la década de 1870. El elenco y el equipo fueron vistos filmando en el edificio del Ayuntamiento de Glasgow en julio.

## Recepción
El sitio web agregador de reseñas Rotten Tomatoes informa un índice de aprobación del 80 %, con una calificación promedio de 6,70/10, basada en 25 reseñas. El consenso crítico del sitio web dice: «Anacrónica al máximo y me encanta, The Buccaneers es un regalo feminista y espumoso para los fanáticos del boato de época». Metacritic, que utiliza un promedio ponderado, asignó al programa una puntuación de 74 sobre 100, basada en 16 críticas, lo que indica «críticas generalmente favorables».
Por ser un drama de época, y a la vez una serie romántica, los medios la comparan con la serie Bridgeron y La emperatriz.